# MY MBC (충청권)
MY MBC는 대전, 세종, 충남, 충북 전역을 가시청권역으로 하는 대한민국의 지상파DMB 방송국으로, 2007년 11월 16일 개국하였다. 대전문화방송이 주사업자이며, MBC충북과 공동으로 운영중이다. 현재 비디오채널 1개 · 데이터채널 1개를 송출중이다.

## 개요
MY MBC는 대전문화방송·MBC충북(당시 청주문화방송 및 충주문화방송)이 공동으로 투자하여 설립, 대전문화방송이 주사업자로서 운영하는 충청권의 지상파DMB방송국이다. 2007년 4월 정보통신부(現 방통위)로부터 방송국 허가를 받고 2007년 11월 16일 식장산송신소를 개국함으로써, 비디오 채널 2채널과 데이터 채널 1채널로 구성하여 본방송을 시작하였다. 2008년 1월에는 가엽산중계소, 우암산중계소, 원효봉중계소, 계룡산중계소 등 대출력 중계시설들을 준공함으로써 충청권 내에서 다른 지상파 DMB 사업자들에 비하여 가장 빠르게 방송권역을 확장해 나갔다. 또한 2011년에는 옥마산중계소, 금적산중계소, 용두산중계소, 단양중계소 등 90W급 중계소등을 구축하는 등 U-KBS 못지않은 충청권 내의 높은 지상파DMB 가시청률을 달성하여 충청권 전역 가시청을 목표로 방송망을 늘려나가고 있다.

## 채널 구성
| 조합명 | 채널명      | 송출 형식   | 운영 방식 |
| ------ | ----------- | ----------- | --------- |
| MY MBC | MY MBC 11   | 비디오 채널 | 자체      |
| MY MBC | MY MBC DATA | 데이터 채널 | 자체      |

### 비디오채널
- MY MBC 11

대전문화방송과 MBC충북이 격주로 운영하는 채널이다.

### 데이터 채널
- MY MBC DATA

부가 데이터 서비스, 교통정보, 웹서비스 등 다양한 데이터 서비스를 제공하는 채널이다.
- DMB Drive

네비게이션에서 제공되는 TPEG 서비스이다.

## 방송 송출 시설망
- 호출부호 : HLCQ-TDMB

| 송신소        | 주파수              | 출력 | 송신소 위치                             |
| ------------- | ------------------- | ---- | --------------------------------------- |
| 식장산 송신소 | CH 11A (199.280MHz) | 2㎾  | 대전 동구 세천동 603-1                  |
| 계룡산 중계소 | CH 11A (199.280MHz) | 2㎾  | 충남 계룡시 신도안면 부남리 산11-5      |
| 우암산 송신소 | CH 11A (199.280MHz) | 2㎾  | 충북 청주시 상당구 수동 산2-1           |
| 금적산 중계소 | CH 11A (199.280MHz) | 90W  | 충북 옥천군 안내면 오덕리 산1-1         |
| 영동 중계소   | CH 11A (199.280MHz) | 90W  | 충북 영동군 영동읍 회동리 산10          |
| 옥마산 중계소 | CH 11A (199.280MHz) | 90W  | 충남 보령시 성주면 개화리 산23-4        |
| 흑성산 중계소 | CH 11A (199.280MHz) | 1㎾  | 충남 천안시 동남구 목천읍 교촌리 산32-4 |
| 원효봉 중계소 | CH 11A (199.280MHz) | 1㎾  | 충남 서산시 해미면 산수리 산25-1        |
| 가엽산 송신소 | CH 11A (199.280MHz) | 2㎾  | 충북 충주시 신니면 화안리 산59-1        |
| 용두산 중계소 | CH 11A (199.280MHz) | 90W  | 충북 제천시 신월동 산39-30              |
| 단양 중계소   | CH 11A (199.280MHz) | 90W  | 충북 단양군 적성면 상리 산86-2 금수산   |

## 같이 보기
- 대한민국의 지상파DMB
- U-KBS
- TJB u